# Binasperi
Binasperi en basque ou Viñaspre en espagnol est un village ou commune faisant partie de la municipalité de Lantziego dans la province d'Alava dans la Communauté autonome du Pays basque.

Sa population était de 63 habitants en 2007.